# 徐家亮
徐家亮（1931年8月21日—2025年3月3日），上海人，中国象棋、国际象棋棋手。
徐家亮青年时曾受谢侠逊指点，通中国象棋与国际象棋。1952年毕业于华东纺织工学院机械专业。1958年全国国际象棋赛中，他以5胜2和1负的战绩获得了全国冠军。1981年，经国际棋联批准成为中国首位国际裁判。徐家亮曾在冶金部建筑研究院任工程师。1978年调往人民体育出版社，担任过编辑室主任、音像制品出版部主任。此外，他还曾任北京国际象棋队教练，中国国际象棋国家集训队教练，中国象棋协会委员，中国国际象棋协会裁判委员会主任，北京市棋类协会副主席等职。
徐家亮出版有象棋、国际象棋图书200余种。